# Сарпсборг 08
«Сарпсборг 08» (норв. Sarpsborg 08 Fotballforening) — норвежский футбольный клуб из одноимённого города, выступающий в Элитсерии. Основан в 2008 году. Домашние матчи проводит на стадионе «Сарпсборг», вмещающем 8 022 зрителя.

## История
Клуб ведёт свою историю от созданной в 1928 году команды «Спарта», в середине 20-го века, это был довольно сильный клуб, неоднократно становившийся призёром чемпионата Норвегии и побеждавший в национальном кубке, но в дальнейшем дела у клуба пошли плохо, и он скатился до четвёртого дивизиона Норвегии. В 2000 году «Спарта» и ещё 15 мелких клубов, так же представляющих Сарпсборг и его окрестности объединились, дабы создать сильный клуб, способный выйти в норвежскую Премьер-лигу, при этом вновь образованный клуб сохранил имя «Спарта» в своём названии. В 2007 году к «Спарте» присоединился, её давнишний главный конкурент, клуб «Сарпсборг», при этом чтобы болельщики «Сарпсборга» не отвернулись от клуба, с 2008 года клуб сменил название «Спарта» на «Сарпсборг 08», и стал считать 2008 год датой рождения нового клуба. В сезоне 2011 года «Сарпсборг 08» дебютирует в Типпелиге, высшем дивизионе Норвегии.
В 2017 году «Сарпсборг 08» занял третье место в чемпионате и квалифицировался в Лигу Европы УЕФА, пройдя в отборочных раундах исландский «Вестманнаэйяр», швейцарский «Санкт-Галлен», хорватскую «Риеку» и израильский «Маккаби Тель-Авив». Попав в группу с «Бешикташем», «Генком» и «Мальмё», клуб до последнего тура сохранял шансы на выход в 1/16 финала. Поражение от «Генка» завершило единственную пока еврокубковую кампанию «Сарпсборга 08»

## Достижения
- Чемпионат Норвегии:
  - Бронзовый призёр: 2017
- Кубок Норвегии:
  - Финалист: 2015, 2017
- Лига Европы:
  - Групповой этап: 2018/2019

## Список сезонов
В данном списке представлены сезоны клуба «Сарпсборг 08» с момента основания и по нынешнее время, расположенные в хронологическом порядке. По каждому сезону представлена следующая информация: результат в национальном чемпионате (со статистикой матчей), результат в национальном кубке (стадия вылета), лучший бомбардир «Сарпсборг 08» (в чемпионате). В разделе «Примечания» даны ссылки на источники с более подробной информацией по сезонам.
Легенда:
| 2-е место / Финалист | 3-е место | Повышение в системе лиг | Понижение в системе лиг |

| Сезон | Чемпионат Норвегии | Чемпионат Норвегии | Чемпионат Норвегии | Чемпионат Норвегии | Чемпионат Норвегии | Чемпионат Норвегии | Чемпионат Норвегии | Чемпионат Норвегии | Чемпионат Норвегии | Кубок Норвегии | Лучший бомбардир              | Лучший бомбардир | Прим.         |
| Сезон | Дивизион           | М                  | В                  | Н                  | П                  | МЗ                 | МП                 | О                  | Место              | Кубок Норвегии | Имя                           | Голы             | Прим.         |
| ----- | ------------------ | ------------------ | ------------------ | ------------------ | ------------------ | ------------------ | ------------------ | ------------------ | ------------------ | -------------- | ----------------------------- | ---------------- | ------------- |
| 2008  | Адекколига         | 30                 | 10                 | 7                  | 13                 | 45                 | 43                 | 37                 | 10-е               | 3-й раунд      | Мартин Вийг                   | 13               | [ 2 ] [ 3 ]   |
| 2009  | Адекколига         | 30                 | 15                 | 5                  | 10                 | 47                 | 38                 | 47                 | 5-е                | 2-й раунд      | Мартин Вийг                   | 15               | [ 5 ] [ 6 ]   |
| 2010  | Адекколига         | 28                 | 16                 | 6                  | 6                  | 54                 | 36                 | 54                 | 2-е                | 3-й раунд      | Мортен Йевер                  | 10               | [ 7 ] [ 8 ]   |
| 2011  | Типпелига          | 30                 | 5                  | 6                  | 19                 | 31                 | 65                 | 21                 | 16-е               | 1/8 финала     | Эйвинд Хуос                   | 6                | [ 9 ] [ 10 ]  |
| 2012  | Адекколига         | 30                 | 19                 | 6                  | 5                  | 73                 | 43                 | 63                 | 2-е                | 3-й раунд      | Мартин Вийг                   | 20               | [ 11 ] [ 12 ] |
| 2013  | Типпелига          | 30                 | 8                  | 7                  | 15                 | 40                 | 58                 | 31                 | 14-е               | 2-й раунд      | Мохамед Эльюнусси Мартин Вийг | 6                | [ 14 ] [ 15 ] |
| 2014  | Типпелига          | 30                 | 10                 | 10                 | 10                 | 41                 | 48                 | 40                 | 8-е                | 1/2 финала     | Боян Зайич                    | 6                | [ 16 ] [ 17 ] |
| 2015  | Типпелига          | 30                 | 8                  | 10                 | 12                 | 37                 | 49                 | 34                 | 11-е               | Финалист       | Боян Зайич                    | 6                | [ 18 ] [ 19 ] |
| 2016  | Типпелига          | 30                 | 12                 | 9                  | 9                  | 35                 | 37                 | 45                 | 6-е                | 1/4 финала     | Поль Киркеволль               | 6                | [ 20 ] [ 21 ] |
| 2017  | Элитсерия          | 30                 | 13                 | 12                 | 5                  | 50                 | 36                 | 51                 | 3-е                | Финалист       | Патрик Мортенсен              | 12               | [ 22 ] [ 23 ] |
| 2018  | Элитсерия          | 30                 | 11                 | 8                  | 11                 | 46                 | 39                 | 41                 | 8-е                | 3-й раунд      | Патрик Мортенсен              | 12               | [ 24 ] [ 25 ] |
| 2019  | Элитсерия          | 30                 | 5                  | 15                 | 10                 | 30                 | 40                 | 30                 | 12-е               | 3-й раунд      | Ларс-Йорген Сальвесен         | 9                | [ 26 ] [ 27 ] |
| 2020  | Элитсерия          | 30                 | 8                  | 8                  | 14                 | 33                 | 43                 | 32                 | 12-е               | [ d ]          | Мустафа Абделлауе             | 6                | [ 29 ]        |
| 2021  | Элитсерия          | 30                 | 11                 | 6                  | 13                 | 39                 | 44                 | 39                 | 8-е                | 1/4 финала     | Ибраима Коне                  | 11               | [ 30 ] [ 31 ] |
| 2022  | Элитсерия          | 30                 | 12                 | 5                  | 13                 | 57                 | 54                 | 41                 | 8-е                | 2-й раунд      | Тобиас Хейнц                  | 15               | [ 32 ] [ 33 ] |
| 2023  | Элитсерия          | 30                 | 12                 | 5                  | 13                 | 55                 | 52                 | 41                 | 8-е                | 1/4 финала     | Миккель Майгор                | 9                | [ 34 ] [ 35 ] |

## Выступление в Еврокубках

### Список матчей
В данном списке представлены матчи клуба «Сарпсборг 08» в Еврокубках, расположенные в хронологическом порядке. По каждому матчу представлена следующая информация: сезон, турнир (в котором участвовал клуб), стадия, соперник, результаты (дома, в гостях и по сумме двух матчей). В разделе «Примечания» даны ссылки на источники с более подробной информацией по матчу.
Легенда:

| - KР1 = 1-й квалификационный раунд - KР2 = 2-й квалификационный раунд - KР3 = 3-й квалификационный раунд | - ПО = Раунд плей-офф - г = правило выездного гола |

| Победа | Ничья | Поражение |

| Сезон   | Турнир           | Раунд    | Соперник            | Дома | В гостях | Итого   | Прим.         |
| ------- | ---------------- | -------- | ------------------- | ---- | -------- | ------- | ------------- |
| 2018/19 | Лига Европы УЕФА | КР1      | ИБМ                 | 2:0  | 4:0      | 6:0     | [ 36 ] [ 37 ] |
| 2018/19 | Лига Европы УЕФА | КР2      | Санкт-Галлен        | 1:0  | 1:2      | 2:2 (г) | [ 38 ] [ 39 ] |
| 2018/19 | Лига Европы УЕФА | КР3      | Риека               | 1:1  | 1:0      | 2:1     | [ 40 ] [ 41 ] |
| 2018/19 | Лига Европы УЕФА | ПО       | Маккаби (Тель-Авив) | 3:1  | 1:2      | 4:3     | [ 42 ] [ 43 ] |
| 2018/19 | Лига Европы УЕФА | Группа I | Бешикташ            | 2:3  | 1:3      | 4-е     | [ 44 ]        |
| 2018/19 | Лига Европы УЕФА | Группа I | Генк                | 3:1  | 0:4      | 4-е     | [ 44 ]        |
| 2018/19 | Лига Европы УЕФА | Группа I | Мальмё              | 1:1  | 1:1      | 4-е     | [ 44 ]        |

### Комментарии
1. ↑  Учитываются голы только в чемпионате.
2. ↑  В стыковом матче за право выйти в Типпелигу, уступил клубу «Конгсвингер» в двухматчевом противостоянии[4].
3. ↑  В стыковых матчах за право остаться в Типпелиге, обыграл клуб «Ранхейм»[13].
4. ↑  Из-за пандемии COVID-19 Кубок Норвегии не проводился[28].
5. ↑  По итогам группового этапа клуб занял 4-е место в группе I и завершил свое выступление в турнире.